# Madame Georges van Muyden
Madame Georges van Muyden est un tableau réalisé par le peintre italien Amedeo Modigliani en 1916-1917. Cette huile sur toile est le portrait à mi-corps de Cécile van Muyden. La tête penchée vers sa droite, la jeune femme y figure en robe noire, assise devant un fond gris. Don de Tor Janér en 1951, l'œuvre est conservée au musée d'art de São Paulo, à São Paulo, au Brésil.